# 菊地秀行
菊地秀行（1949年9月25日—）是日本的小說家，作品類型遍及科幻、奇幻、恐怖等。出生於日本千葉縣銚子市，血型AB型。

## 生平
日本青山學院大學法學院畢業，在成為小說家前當過自由記者，1982年以《魔界都市〈新宿〉》出道，出版過《魔界都市》、《吸血鬼獵人D》等許多系列作品，當中還有被製成動畫、翻拍成真人版電影，或改編成漫畫。除了小說外還著有許多恐怖電影的解說書籍；直到現在（包括文庫化小說在內）都還以每月發行數本作品的步調寫作，和日本暢銷作家夢枕獏兩人是傳奇小說的代表人物。
另外，他的胞弟為爵士樂音樂家菊地成孔。

### 小說內容
- 不少作品內容含有性愛和暴力。
- 從以前就是霍華德·菲利普·洛夫克拉夫特的恐怖小說愛好者，因此有許多以克蘇魯神話為題材的作品。
- 曾修習過少林拳法，在作品中經常出現主角使用少林拳法的場面。
- 在興趣廣泛的作家群中為罕見的武器槍枝狂熱者，在其代表作《外星人》（alien）系列中，主角八頭大被設定為在當時並無知名度的小型手槍Cz75與G11的愛用者；作品中也常可見到鮮為人知的彈頭等槍砲武器登場。

## 小說

### 魔界都市〈新宿〉
1. 《魔界都市1：新宿》（魔界都市〈新宿〉）ISBN 9572813676
2. 《魔界都市2：魔宮巴比倫》（魔宮バビロン）ISBN 9572813676
3. 《魔界都市3：妖花之章》（騙し屋ジョニー）ISBN 9867576047

### 吸血鬼獵人D
1. 《吸血鬼獵人D》（吸血鬼ハンター"D"）
2. 《D－迎風而立》（風立ちて"D"）
3. 《D－妖殺行》（D-妖殺行）
4. 《D－死街譚》（D-死街譚）
5. 《夢中的D》（夢なりし"D"）
6. 《D－聖魔遍歷》（D-聖魔遍歴）
7. 《D－北海魔行》（上）（下）（D-北海魔行）
8. 《D－薔薇姬》（D-薔薇姫）
9. 《D－蒼白的墮天使》（1~4）（蒼白き堕天使）
10. 《D－雙影騎士》（上）（下）（D-双影の騎士）
11. 《D—黑暗之路》（1~3）（D-ダークロード）
12. 《D—邪王星團》（1~4）（D-邪王星団）
13. （D-邪神砦）
14. （D-妖兵街道）
15. （D-血闘譜）
16. （D-白魔山）
17. （D-魔道衆）

- 《吸血鬼獵人D短篇傑作集 D—昏瞑夜曲》（D-昏い夜想曲）ISBN 9789867131461

系列插畫皆為天野喜孝。

### 亡者之劍
1. 《戰國魔俠篇》（しびとの剣 戦国魔侠編）ISBN 9789867131836
2. 《魔王遭遇編》（しびとの剣2 魔王遭遇編）ISBN 9789867131843
3. 《龍虎幻暈篇》（しびとの剣3 竜虎幻暈編）ISBN 9789867131959

### 其他
- 黑暗護衛系列首部《妖獸都市》
- 時代劇系列
  - 《妖藩記》ISBN 9571030287
  - 《妖藩記之鬼劍眾》ISBN 9571030910

## 漫畫原作
註：（）內為作畫者。
- 《退魔針紅虫魔殺行》（申東錧）
- 《亡者之劍》（加倉井ミサイル）
- 《魔界獵人》（細馬信一）
- 《魔界學園》（細馬信一）
- 《魔界超少年》（細馬信一）
- 《魔宮巴比倫》（細馬信一）
- 《魔界都市〈新宿〉》（細馬信一）
- 《新亡者之劍》（しろー大野）
- 《退魔針 魔針胎動篇》（齊藤岬）
- 《魔聖杯》（細馬信一）
- 《默示錄戰士》（細馬信一）
- 《ALIEN 祕寶傳》（萩原玲二）
- 《魔界醫師梅菲斯特》（霜月灰吏）

## 外部連結
- 菊地秀行ファンクラブ （页面存档备份，存于）公認ファンクラブ